# 25 godzin
25_godzin – jedenasty album studyjny polskiego zespołu hip-hopowego Slums Attack, wydany pod szyldem „Peja/Slums Attack”. Album ukazał się 14 grudnia 2018 roku wydany przez RPS Enterteyment.
Nagrania uzyskały status złotej płyty.

## Lista utworów
Opracowano na podstawie materiału źródłowego.
1. „Intro” – 1:04
2. „Tu jest najlepiej” (gośc. DJ Rink) – 3:16
3. „25_godzin” – 2:59
4. „Real Talk” – 3:49
5. „Moja ambicja” (gośc. Brahu, DJ Rink) – 4:20
6. „Drama” – 3:54
7. „Nie bądź zdziwiony” (gośc. Kaz Bałagane, Young Igi) – 3:48
8. „Być jak Nasir Jones” – 3:49 (edycja limitowana)
9. „Głucha noc 2” (gośc. Stan Borys) – 3:51
10. „Amber” (gośc. Beteo) – 3:54
11. „Na tych ulicach” (gośc. Azyl, Blokkmonsta, Gandzior, Jongmen, Kafar) – 6:18
12. „Życiówka” – 5:11
13. „Uważaj czego sobie życzysz) (gośc. Clementino, DJ Eprom, Ed O.G.) – 3:23
14. „Powracający sen” – 3:02
15. „W potrzasku” – 4:14
16. „Przemoc i sex” (gośc. Hellfield) – 4:40
17. „Tylko zwycięstwo” (gośc. DJ Rink, Kobra, Patokalipsa) – 5:45
18. „Gdy jest po wszystkim” – 3:50 (edycja limitowana)